# Hiéroglyphe égyptien A24
Le hiéroglyphe égyptien A24 (homme debout frappant avec un bâton) est classifié dans la section A « L'Homme et ses occupations » de la liste de Gardiner ; il y est noté A24.

## Représentation
Il représente un homme debout, le buste légèrement penché par l'élan de son action, tenant des deux mains un bâton (parfois recourbé) qu'il abat devant lui. Il est translittéré nḫt.

## Utilisation
C'est un déterminatif des termes liés à l'activité physique et à la force musculaire.  
| n · xt · x · t | A24 |

| n · xt · x · t | A24 |

| D40 |

| D40 |

| D36 |

| D36 |

| A25 |

| A25 |

## Exemples de mots
| V28 | A25 | A24 |

| V28 | A25 | A24 |

| F12 | A24 |

| F12 | A24 |

| V15 | A24 |

| V15 | A24 |